# Litauische Snooker-Meisterschaft
Die litauische Snooker-Meisterschaft ist ein jährlich ausgetragenes Snookerturnier in Vilnius zur Ermittlung des nationalen Meisters Litauens in dieser Billardvariante.
Rekordsieger ist der siebenmalige litauische Meister Vilius Schulte-Ebbert.

## Die Turniere im Überblick
| Jahr | Litauischer Meister   | Ergebnis | Finalist              | Halbfinalisten 1      |
| ---- | --------------------- | -------- | --------------------- | --------------------- |
| 2008 | Mindaugas Skurvydas   | 3:0      | Haroldas Nevidauskas  | unbekannt             |
| 2009 | Leonas Monciunskas    | 4:1      | Henrikas Strolis      | Tomas Granskas        |
| 2009 | Leonas Monciunskas    | 4:1      | Henrikas Strolis      | Egidijus Dudenas      |
| 2010 | Aistis Ziemelis       | 4:2      | Aleksandras Isajenko  | Mindaugas Skurvydas   |
| 2010 | Aistis Ziemelis       | 4:2      | Aleksandras Isajenko  | Romanas Baradulinas   |
| 2011 | Tomas Puodziunas      | 4:3      | Romanas Baradulinas   | Tomas Vilmanas        |
| 2011 | Tomas Puodziunas      | 4:3      | Romanas Baradulinas   | Mindaugas Skurvydas   |
| 2012 | Tomas Puodziunas      | 4:3      | Mindaugas Skurvydas   | Simonas Dragūnas      |
| 2012 | Tomas Puodziunas      | 4:3      | Mindaugas Skurvydas   | Vilius Schulte-Ebbert |
| 2013 | Simonas Dragūnas      | 4:3      | Aleksandras Isajenko  | Mindaugas Maisiejus   |
| 2013 | Simonas Dragūnas      | 4:3      | Aleksandras Isajenko  | Vilius Schulte-Ebbert |
| 2014 | Simonas Dragūnas      | 4:1      | Mindaugas Maisiejus   | Sergej Korolkov       |
| 2014 | Simonas Dragūnas      | 4:1      | Mindaugas Maisiejus   | Tomas Puodziunas      |
| 2015 | Vilius Schulte-Ebbert | 4:3      | Tomas Puodziunas      | Mantas Ignotas        |
| 2015 | Vilius Schulte-Ebbert | 4:3      | Tomas Puodziunas      | Simonas Dragūnas      |
| 2016 | Konstantin Afanasjev  | 4:2      | Romanas Baradulinas   | Aleksandras Isajenko  |
| 2016 | Konstantin Afanasjev  | 4:2      | Romanas Baradulinas   | Vilius Schulte-Ebbert |
| 2017 | Marius Stanaitis      | 4:0      | Vilius Schulte-Ebbert | Tomas Puodziunas      |
| 2017 | Marius Stanaitis      | 4:0      | Vilius Schulte-Ebbert | Konstantin Afanasjev  |
| 2018 | Vilius Schulte-Ebbert | 4:2      | Nikita Kolpačenko     | Tomas Puodziunas      |
| 2018 | Vilius Schulte-Ebbert | 4:2      | Nikita Kolpačenko     | Mindaugas Maisiejus   |
| 2019 | Vilius Schulte-Ebbert | 4:0      | Tadas Andrejevas      | Tomas Puodziunas      |
| 2019 | Vilius Schulte-Ebbert | 4:0      | Tadas Andrejevas      | Nikita Kolpačenko     |
| 2020 | Nikita Kolpačenko     | 4:1      | Tadas Andrejevas      | Vilius Schulte-Ebbert |
| 2020 | Nikita Kolpačenko     | 4:1      | Tadas Andrejevas      | Konstantin Afanasjev  |
| 2021 | Vilius Schulte-Ebbert | 4:3      | Nikita Kolpačenko     | Mindaugas Maisiejus   |
| 2021 | Vilius Schulte-Ebbert | 4:3      | Nikita Kolpačenko     | Tadas Andrejevas      |
| 2022 | Vilius Schulte-Ebbert | 4:0      | Tadas Andrejevas      | Mindaugas Eimutis     |
| 2022 | Vilius Schulte-Ebbert | 4:0      | Tadas Andrejevas      | Mindaugas Skurvydas   |
| 2023 | Vilius Schulte-Ebbert | 4:0      | Mindaugas Maisiejus   | Mindaugas Eimutis     |
| 2023 | Vilius Schulte-Ebbert | 4:0      | Mindaugas Maisiejus   | Aleksej Schirokow     |
| 2024 | Vilius Schulte-Ebbert | 4:0      | Laimonas Aldonis      | Erikas Kozlovas       |
| 2024 | Vilius Schulte-Ebbert | 4:0      | Laimonas Aldonis      | Mindaugas Maisiejus   |
| 2025 | Nikita Kolpačenko     | 4:0      | Erikas Kozlovas       | Ilja Zubanov          |
| 2025 | Nikita Kolpačenko     | 4:0      | Erikas Kozlovas       | Sergej Korolkov       |

## Rangliste
| Platz | Spieler               | Gold | Silber | Bronze |
| ----- | --------------------- | ---- | ------ | ------ |
| 1     | Vilius Schulte-Ebbert | 7    | 1      | 4      |
| 2     | Nikita Kolpačenko     | 2    | 2      | 1      |
| 3     | Tomas Puodziunas      | 2    | 1      | 4      |
| 4     | Simonas Dragūnas      | 2    | 0      | 2      |
| 5     | Mindaugas Skurvydas   | 1    | 1      | 3      |
| 6     | Konstantin Afanasjev  | 1    | 0      | 2      |
| 7     | Leonas Monciunskas    | 1    | 0      | 0      |
| 7     | Aistis Ziemelis       | 1    | 0      | 0      |
| 7     | Marius Stanaitis      | 1    | 0      | 0      |